# Збройні сили Північної Македонії
Збройні сили Північної Македонії (мак. Армија на Република Северна Македонија) — збірна назва для сухопутної армії, військово-повітряних сил та спецпідрозділів Північної Македонії.

## Доктрина
Македонська національна оборонна доктрина спрямована на гарантування збереження незалежності та суверенітету республіки, цілісності її території, територіальних вод і повітряного простору та захист конституційного ладу. У колі її основних інтересів залишаються розвиток і підтримання реальної здатності боронити життєво важливі інтереси країни та розбудова Македонської армії так, щоб це забезпечувало її оперативну сумісність зі збройними силами країн-членів НАТО і Європейського Союзу та її спроможність брати участь у повному обсязі завдань Альянсу. 6 лютого 2019 року представники держав НАТО підписали протокол про вступ Північної Македонії в НАТО.

## Історія

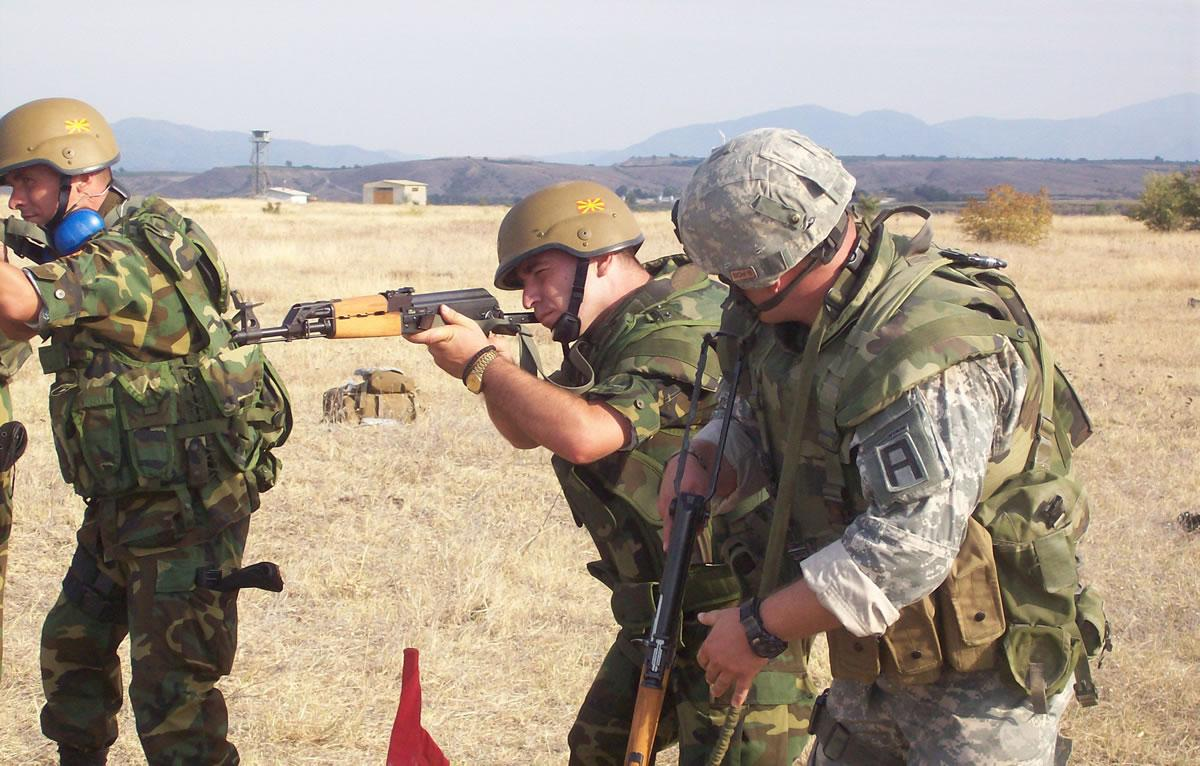
Македонські військовики (перші два зліва направо) тренуються з американським військовослужбовцем миротворчої місії, 2006 р.

ЗС було утворено в 1992 році після того, як 17 листопада 1991 р. парламент Македонії прийняв Конституцію, згідно з якою вона проголошувалася суверенною, незалежною, демократичною і соціальною державою, для оборони якої передбачалися власні збройні сили. 21 лютого 1992 р. президент Кіро Глігоров і представники федеральної армії підписали угоду про виведення ЮНА за межі Македонії з крайнім строком — 15 квітня. Армія виконала взяте на себе зобов'язання достроково, і вже 27 березня 1992 р. останній югославський вояк залишив македонську територію. Під час виводу югославських військ було вивезено з Македонії практично все озброєння ЮНА, тому первісно македонська армія володіла лише чотирма пошкодженими танками Т-34 часів Другої світової війни та деякою кількістю стрілецької зброї, залишеною від ЮНА. Сучасне озброєння було закуплено та одержано в дар від Болгарії, США і України.
Македонська армія сприяла силам НАТО у війні 1999 року, брала участь у внутрішньому конфлікті 2001 року, окремі підрозділи воювали в Іраку і Афганістані на боці США.
З жовтня 2006 р. скасовано загальний військовий обов'язок, македонська армія — перша в регіоні, яку укомплектовано повністю професіональними солдатами. Нині армія переживає значні перетворення з метою вступити в НАТО.

## Структура

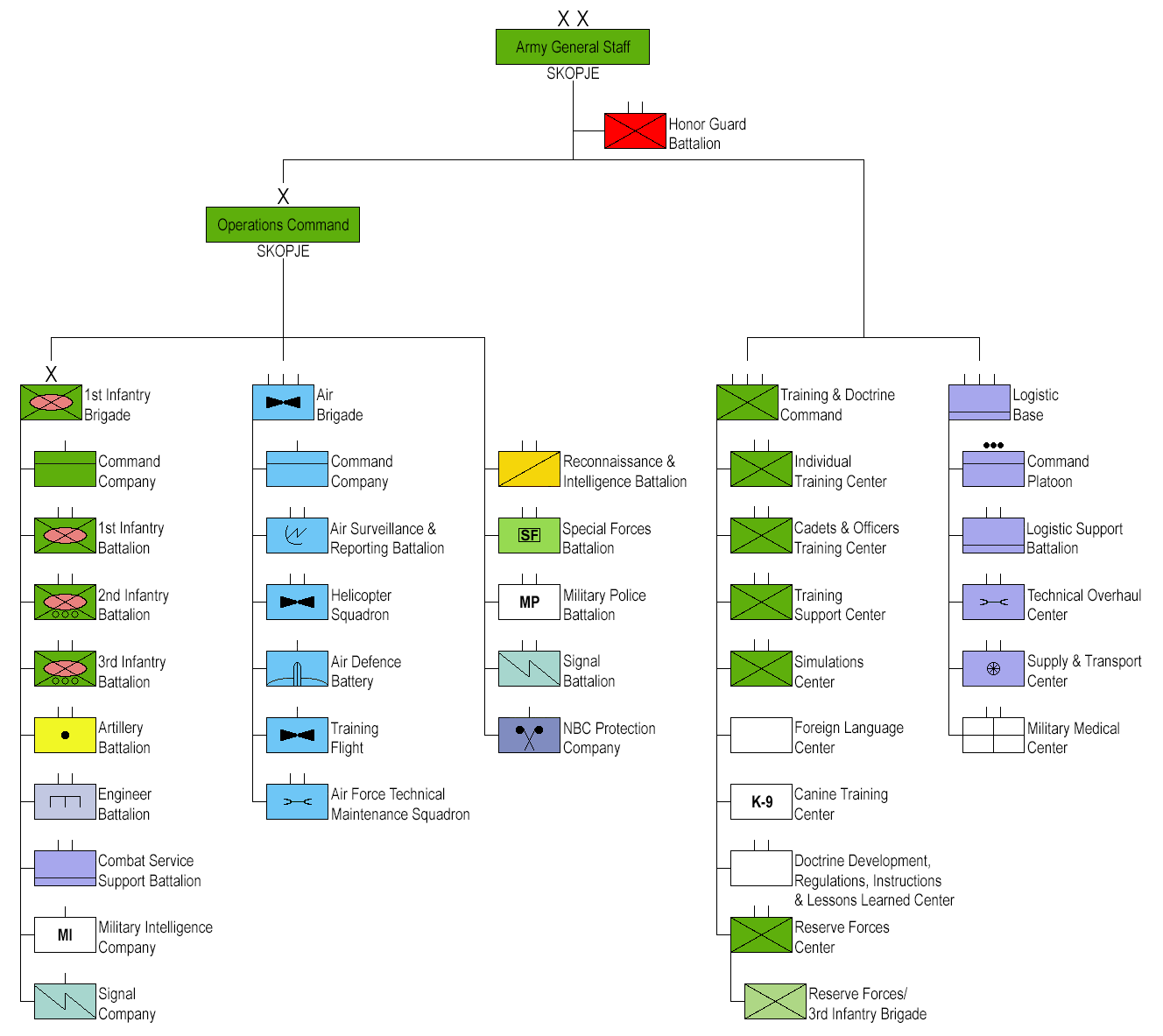
Структура ЗС Македонії

Армією Північної Македонії командує міністр оборони через начальника Генерального штабу (НГШ) армії Північної Македонії. Передбачено дві посади заступників НГШ — заступник НГШ з планування, оперативних питань та готовності, який відає поточною діяльністю Генерального штабу, та заступник НГШ з військово-цивільного співробітництва.

### СУХОПУТНІ ВІЙСЬКА
Сухопутні війська — головний вид збройних сил. Складаються з сил швидкого реагування, сил підтримки та стратегічного резерву.
Сили швидкого реагування складаються з 1-ї та 2-ї бригад, бронетанкового батальйону (31 танк Т-72).
Стратегічний резерв теж складається із двох бригад — 3-ї та 4-ї та змінної кількості менших частин.
Сили підтримки представлено артилерійською частиною (6 установок БМ-21), батальйоном ППО, ротою радіаційно-хімічно-біологічної розвідки, батальйоном зв'язку і логістики, інженерним батальйоном, ротами розвідки та військової поліції.

#### Озброєння станом на 2022 рік[3]
- Танки Т-72 — 30 Т-72А і 1 Т-72АК;
- БТР-70 — 56;
- БТР-80 — 12;
- БТР М-113 — 27;
- БТР ТМ-117 — 84;
- МТ-ЛБ — 10;
- БТР Леонідас — 9;
- ББМ Otokar Cobra— 2;
- БМП-2 — 11;
- Багатоцільовий джип HMMWV — 100;
- РСЗВ БМ-21 — 6;
- РСЗВ M-63 Plamen - 11;
- 105 мм гармата М-56 - 14;
- 122 мм гармата М-30 - 56;
- 82 мм безвідкатна гармата M60A;
- ПТРК Milan;
- 120 мм міномет - 44;
- ЗРК 9К35 Стріла-10 — 8;
- ПЗРК 9К38 Ігла-1;

### ВІЙСЬКОВО-ПОВІТРЯНІ СИЛИ
ВПС Північної Македонії (мак. Воено Воздухопловство) охоплюють Авіацію і ППО та включають бойову ескадрилью гелікоптерів вогневої підтримки Мі-24, транспортну ескадрилью, батальйон розвідки та батальйон ППО разом з ротою тилового забезпечення і підтримки.
Головна база ВПС — аеродром Петровец.

#### Озброєння станом на 2022 рік[3]
- Гелікоптери Мі-24 — 2 (8 на зберіганні);
- Гелікоптери Мі-8/Мі-17 — 6;
- Гелікоптери Bell 205 UH-1Н — 2;
- Гелікоптери Bell 206B — 4;
- Літак Ан-2 — 1;
- Літаки Zlin Z-242L - 5.

### СИЛИ СПЕЦІАЛЬНИХ ОПЕРАЦІЙ
Командування сил спеціальних операцій контролює діяльність диверсійно-розвідувального батальйону, а також елітного підрозділу «Вовки» (мак. Волци).

### Навчальне командування
Складається з освітніх центрів по всій країні та відповідає за забезпечення підготовки й стандарти готовності, зокрема, для узгодження з вимогами НАТО.

### Командування матеріально-технічного забезпечення
Створене у 2001 році Командування відає всім комплексом заходів забезпечення бойової служби та контролює тилову базу сухопутних військ, військовий госпіталь, і центр будівництва та техобслуговування.

### Інші командування
Інші командування Генштабу Армії включають Підрозділ радіоелектронної боротьби, Роту Почесної варти, озерну флотилію, складену з невеликих підрозділів військових катерів на Преспенському та Охридському озерах, а також інженерний полк та полк зв'язку.